# WWF World Martial Arts Heavyweight Championship
El WWF World Martial Arts Heavyweight Championship fue un campeonato de lucha libre profesional defendido en la empresa World Wrestling Federation y en la New Japan Pro Wrestling. 

## Historia del título
El campeonato fue creado el 18 de diciembre de 1978 y fue otorgado a Antonio Inoki por el fundador de la WWWF, Vincent James McMahon. La intención original fue que el título se defendiera en luchas de artes marciales, no en lucha libre profesional. El título fue defendido solamente en la NJPW en el año 1985 e Inoki abandonó el campeonato durante su segundo reinado en 1989. 
Durante la celebración de los treinta años de la carrera de Inoki, la NJPW creó el "Greatest 18 Club", un Salón de la Fama. La NJPW creó entonces un nuevo título, el Campeonato Greatest 18 (Greatest 18 Championship), el cual serviría para complementar el Campeonato Peso Pesado de la IWPG. El Campeonato Greatest 18 fue representado por el antiguo cinturón el Campeonato Mundial de Artes Marciales y le fue entregado a Riki Chōshū en 1990. El título duró hasta el 23 de septiembre de 1992, cuando el entonces campeón, The Great Muta, lo dejó vacante para centrarse en sus defensas del Campeonato Peso Pesado. Tras esto, el título fue oficialmente retirado.

## Campeones

### Lista de campeones
|   | Luchador           | N.º | Fecha                   | Días | Show o evento | Notas y referencias                                                                            |
| - | ------------------ | --- | ----------------------- | ---- | ------------- | ---------------------------------------------------------------------------------------------- |
| 1 | Antonio Inoki      | 1   | 18 de diciembre de 1978 | 3780 | House show    | Galardonado por Vincent J. McMahon.                                                            |
| 2 | Shota Chochishvili | 1   | 24 de abril de 1989     | 31   | House show    | Victoria por nocaut en el quinto round.                                                        |
| 3 | Antonio Inoki      | 2   | 25 de mayo de 1989      | 220  | House show    |                                                                                                |
| — | Abandonado         | —   | 31 de diciembre de 1989 | —    |               | Inoki fue el último campeón luego que la NJPW abandonara el título el 31 de diciembre de 1989. |

### Total de días con el título
| N.º | Campeones          | Reinados | Total de días |
| --- | ------------------ | -------- | ------------- |
| 1   | Antonio Inoki      | 2        | 4000          |
| 2   | Shota Chochishvili | 1        | 31            |

### Mayor cantidad de reinados
| Reinados | Luchador (es) |
| -------- | ------------- |
| 2 veces  | Antonio Inoki |